# Приветное (Сакский район)
Приве́тное (до 1945 года Боле́к-Аджи́. до 1960-х Привольное; укр. Привітне, крымскотат. Bölek Acı, Болек Аджы) — село в Сакском районе Республики Крым, входит в состав Штормовского сельского поселения (согласно административно-территориальному делению Украины — Штормовского сельского совета Автономной Республики Крым).

## Население
| 2001 | 2014 |
| ---- | ---- |
| 534  | ↘472 |

Всеукраинская перепись 2001 года показала следующее распределение по носителям языка
| Язык             | Процент |
| ---------------- | ------- |
| русский          | 62.92   |
| крымскотатарский | 20.04   |
| украинский       | 15.54   |
| другие           | 0.37    |

### Динамика численности
| - 1806 год — 65 чел. - 1900 год — 48 чел. - 1915 год — 175/13 чел. - 1926 год — 248 чел. | - 1989 год — 593 чел. - 2001 год — 534 чел. - 2009 год — 565 чел. - 2014 год — 472 чел. |

## Современное состояние
На 2016 год в Приветном числится 8 улиц; на 2009 год, по данным сельсовета, село занимало площадь 96,6 гектара, на которой в 196 дворах числилось 565 жителей, действуют сельский клуб, библиотека, фельдшерско-акушерский пункт. Село связано автобусным сообщением с Евпаторией и соседними населёнными пунктами.

## География
Приветное — село на северо-западе района, в степном Крыму, высота над уровнем моря — 21 м. Соседние сёла: Шишкино в 4 км на восток, Крыловка в 3 км на запад. Расстояние до райцентра — около 46 километров (по шоссе), ближайшая железнодорожная станция — Евпатория в 26 километрах. Транспортное сообщение осуществляется по региональной автодороге 35Н-469 от шоссе Евпатория — порт Мирный до Приветного (по украинской классификации — С-0-11221).

## История
Первое документальное упоминание селения встречается в Камеральном Описании Крыма... 1784 года, судя по которому, в последний период Крымского ханства Булюк Гаджи входил в Байнакский кадылык Козловскаго каймаканства.
После присоединения Крыма к России (8) 19 апреля 1783 года, (8) 19 февраля 1784 года, именным указом Екатерины II сенату, на территории бывшего Крымского Ханства была образована Таврическая область и деревня была приписана к Евпаторийскому уезду. После Павловских реформ, с 1796 по 1802 год, входила в Акмечетский уезд Новороссийской губернии. По новому административному делению, после создания 8 (20) октября 1802 года Таврической губернии, Булек-Аджи был включён в состав Кудайгульской волости Евпаторийского уезда.
По Ведомости о волостях и селениях, в Евпаторийском уезде с показанием числа дворов и душ… от 19 апреля 1806 года в деревне Булек-Аджи числилось 15 дворов, 59 крымских татар и 6 ясыров.
На военно-топографической карте генерал-майора Мухина 1817 года деревня Болакай обозначена с 16 дворами. После реформы волостного деления 1829 года Белек Аджи, согласно «Ведомости о казённых волостях Таврической губернии 1829 года», остался в составе Кудайгульской волости. На карте 1836 года в деревне 21 двор, как и на карте 1842 года.
В 1860-х годах, после земской реформы Александра II, деревню приписали к Чотайской волости. В «Списке населённых мест Таврической губернии по сведениям 1864 года», составленном по результатам VIII ревизии 1864 года, Булек-Аджи — владельческая татарская деревня, с 3 дворами, 13 жителями и мечетью при колодцах. Согласно «Памятной книжке Таврической губернии за 1867 год», деревня Болек Аджи была покинута, в результате эмиграции крымских татар, особенно массовой после Крымской войны 1853—1856 годов, в Турцию и лежала в развалинах и на трёхверстовой карте 1865 года её уже нет.
Вновь, в доступных источниках, название встречается «…Памятной книжке Таврической губернии на 1900 год», согласно которой в усадьбе Болек-Аджи Донузлавской волости числилось 48 жителей в 1 дворе. По Статистическому справочнику Таврической губернии. Ч.II-я. Статистический очерк, выпуск пятый Евпаторийский уезд, 1915 год, в деревне Болек-Аджи (вакуф) Донузлавской волости Евпаторийского уезда числилось 32 двора с татарским населением в количестве 175 человек приписного населения и 13 — «постороннего».
После установления в Крыму Советской власти, по постановлению Крымревкома от 8 января 1921 года № 206 «Об изменении административных границ» была упразднена волостная система и село вошло в состав Евпаторийского района Евпаторийского уезда, а в 1922 году уезды получили название округов. 11 октября 1923 года, согласно постановлению ВЦИК, в административное деление Крымской АССР были внесены изменения, в результате которых округа были отменены и произошло укрупнение районов — территорию округа включили в Евпаторийский район. Согласно Списку населённых пунктов Крымской АССР по Всесоюзной переписи 17 декабря 1926 года, в селе Болек-Аджи, центре Болек-Аджинского сельсовета Евпаторийского района, числился 51 двор, из них 50 крестьянских, население составляло 248 человек, из них 247 татар и 1 русский, действовала татарская школа.
В годы Великой Отечественной войны, во время освобождения Крыма 19 марта 1944 года, при выполнении боевого задания в окрестностях села погибли и были похоронены члены экипажа советского бомбардировщика 23-го штурмового авиационного полка ВВС ЧФ, базировавшегося в аэродроме Скадовск — младший лейтенант Болматов Н. Ф. и краснофлотец Колдин А. С.. В том же году, у въезда в село, был установлен памятник — обелиск на прямоугольном постаменте. Постановлением Совета министров Республики Крым № 627 от 20 декабря 2016 года памятник отнесён к категории объектов культурно-исторического наследия России регионального значения.
В 1944 году, после освобождения Крыма от фашистов, согласно Постановлению ГКО № 5859 от 11 мая 1944 года, 18 мая крымские татары были депортированы в Среднюю Азию. 12 августа 1944 года было принято постановление № ГОКО-6372с «О переселении колхозников в районы Крыма» и в сентябре 1944 года в район приехали первые новосёлы (150 семей) из Киевской и Каменец-Подольской областей, а в начале 1950-х годов последовала вторая волна переселенцев из различных областей Украины. Указом Президиума Верховного Совета РСФСР от 21 августа 1945 года Болек-Аджи был переименован в Привольное и Болек-Аджинский сельсовет — в Привольненский. С 25 июня 1946 года в составе Крымской области РСФСР. Указом Президиума Верховного Совета РСФСР от 18 мая 1948 года, селение Кизил-Габин присоединили к Привольному. 26 апреля 1954 года Крымская область была передана из состава РСФСР в состав УССР. Время упразднения сельсовета пока точно не установлено: на 15 июня 1960 года Привольное числилось в составе Молочненского. 1 января 1965 года, указом Президиума ВС УССР «О внесении изменений в административное районирование УССР — по Крымской области», Евпаторийский район был упразднён и село включили в состав Сакского (по другим данным — 11 февраля 1963 года). К 1968 году Привольное переименовали в Приветное. Между 1968 годом, когда он ещё не существовал и 1974 годом, когда уже описан в книге «Історія міст і сіл Української РСР. Том 26, Кримська область.» был создан Фрунзенский сельсовет, в который вошло Приветное. По данным переписи 1989 года в селе проживало 593 человек. С 12 февраля 1991 года село в восстановленной Крымской АССР, 26 февраля 1992 года переименованной в Автономную Республику Крым. С 21 марта 2014 года в составе Крыма аннексировано Россией.